# Hôn nhân cùng giới ở Utah
Hôn nhân cùng giới đã được công nhận hợp pháp tại Utah kể từ ngày 20 tháng 12 năm 2013, khi nhà nước bắt đầu cấp giấy phép kết hôn cho các cặp cùng giới do kết quả của Thẩm phán Robert J. Shelby của Tòa án Quận Hoa Kỳ đối với Utah trong vụ kiện Kitchen v. Herbert, trong đó phát hiện ra rằng việc cấm các cặp cùng giới khỏi hôn nhân đã vi phạm Hiến pháp Hoa Kỳ. Việc cấp các giấy phép đó đã bị tạm dừng trong khoảng thời gian từ ngày 6 tháng 1 năm 2014 đến ngày 6 tháng 10 năm 2014, sau khi giải quyết một vụ kiện thách thức lệnh cấm của nhà nước đối với hôn nhân cùng giới. Vào ngày hôm đó, sau khi Tòa án Tối cao Hoa Kỳ từ chối nghe đơn kháng cáo trong một vụ kiện cho thấy lệnh cấm kết hôn cùng giới của Utah là vi hiến, Tòa án phúc thẩm Tenth Circuit đã ra lệnh cho nhà nước công nhận hôn nhân cùng giới.
Hôn nhân cùng giới đã trở thành hợp pháp tạm thời tại tiểu bang vào ngày 20 tháng 12 năm 2013, do kết quả của phán quyết của Tòa án Quận Hoa Kỳ cho Quận Utah. Tòa án Tối cao Hoa Kỳ đã giữ nguyên phán quyết vào ngày 6 tháng 1 năm 2014, trong khi Tòa phúc thẩm Tenth Circuit ở Denver xem xét vụ kiện. Vào ngày 25 tháng 6 năm 2014, Tenth Circuit giữ nguyên phán quyết của tòa án cấp dưới, một quyết định đặt tiền lệ pháp cho mọi tiểu bang trong vòng đua. Tuy nhiên, Tenth Circuit vẫn giữ nguyên phán quyết này.
Hôn nhân cùng giới được thực hiện vào tháng 12 năm 2013 và tháng 1 năm 2014 tại tiểu bang được Chính phủ Liên bang công nhận, nhưng một phán quyết yêu cầu tiểu bang Utah công nhận những cuộc hôn nhân như vậy đã được Tòa án tối cao Hoa Kỳ lưu lại vào ngày 18 tháng 7 năm 2014. Tòa án Tối cao Hoa Kỳ đã từ chối đơn kháng cáo từ tiểu bang Utah vào ngày 6 tháng 10 năm 2014, yêu cầu Utah phải cấp phép và công nhận hôn nhân cùng giới.